# おばりよん
おばりよんは、新潟県三条市に伝わる妖怪の一種。大正時代の新潟の民俗誌『越後三条南郷談』には「ばりよん」の名で記載があり、他にも「おんぶおばけ」「うばりよん」「おぼさりてい」とも言われる。

## 概要
夜、藪の中を歩いていると、いきなり「おばりよん」と叫びながら背中におぶさってくる。そしてその体の小ささに似合わずどんどん重くなっていき、簡単に離れなくなるとされる。『越後三条南郷談』では、「ばりよん」が夜の通行人の背中に飛び乗り、相手の頭を齧るとされ、そのために夜道を歩く際には金鉢をかぶると安全ともいわれた。「ばりよん」は「負われたい」を意味する方言。
昔話として語られていることもある。ある者が化物の現れるという場所に出かけたところ、「ばろんばろん」と声がするので「負（ば）れたかったら負れろ」と言うと、重たい何者かが背に乗り、仕方なく背負ったまま帰宅すると、それが大量の金になっていたという話である。似たものでは、「おぶさりたい」と夜泣きしているものを背負って帰ると、黄金に変わっているというものもある。
恐怖心を示さない豪胆な者が富を得るという意味では、赤子を抱いた者が剛力を授かる「産女」の話や、天草諸島で武士姿の者との力比べに勝つと大金を得るという怪異「金ん主（かねんぬし）」との共通点も指摘されている。

## 類話
この「おばりよん」の昔話のように、「取っつくか引っつくか」「おぼさりたい、だかさりたい」「ばろんばろん」などの得体の知れない声に対し、それを恐れない豪胆な者や善人が「取っつくなら取っつけ、引っつくなら引っつけ」「おぼさりたからおぼされ、だかさりたからだかされ」「負（ば）れたかったら負れろ」などと返すことで富を得るという話は、新潟以外にも日本全国各地に見られ、昔話研究において「取っ付く引っ付く」という類型に分類されている。
本来は「取っつくなら取っつけ」と言った者に対して、何か化物が現れるのではなく、単に小判がたくさん飛んできて体に貼りつくという話であり、「おばりよん」のような妖怪や化物がその者に背負われて後に金に変るという話は、この類型から大きく変化したものと考えられている。富を得るエピソードが完全に欠如して、単に妖怪が人間に害をなす話や、そうした妖怪を狐や狸の仕業として人間が退治するという話に変化していることも多く、特定の屋敷、峠、坂道など特定の場所にこうした妖怪が出没するとして、伝説と化している地方も少なからずある。
新潟の南蒲原郡では、おばりよんは「バロウギツネ」という狐だといい、人間に化けて「バロウバロウ（負われよう、の意）」と鳴くものといわれ、これを退治したという昔話もある。大阪府南河内郡の伝承にある化け狸「負われ坂」を、おばりよんの一種とする説もある。徳島県の怪石「オッパショ石」も、おばりよんと同一視されていることもある。
また、備後国の比婆郡地方（現・広島県庄原市）では「おいがかり」といって、歩いている人の背後に覆いかかってくる妖怪が伝わっているが、これもおばりよんの一種と考えられている。